# تشانغ تشينغوي
تشانغ تشينغوي (بالصينية: 张庆伟)؛ من مواليد 7 نوفمبر 1961) هو سياسي صيني ومدير تنفيذي للأعمال ومهندس طيران وهو السكرتير الحالي للحزب الشيوعي الصيني في هونان منذ 18 أكتوبر 2021. كان سكرتير الحزب الشيوعي في إقليم هيلونغجيانغ، والحاكم السابق لمقاطعة خبي، والرئيس السابق للجنة العلوم والتكنولوجيا والصناعة للدفاع الوطني. قبل مسيرته المهنية في الحكومة، كان رئيسًا لشركة الصين للعلوم والتقنيات الفضاء ورئيسًا لشركة كوماك، وهي شركة تصنيع لتكنولوجيا الفضاء.
كان تشانغ معروف بعمله في المقاولة العسكرية، وترأس الفريق الذي صمم وصنع الطائرة المقاتلة جيان هونغ-7 (بالصينية: 殲轟-7)(بالبينيين: jiān hōng qī). وكان أيضًا نائب قائد مشروع إرسال رجل صيني إلى الفضاء، وقائد برنامج استكشاف القمر الصيني، واطلاق مركبة تشانغ اه 1. اختارته مجلة بلومبيرغ بيزنس ويك في 2009 ضمن قائمة أقوى 40 شخصًا في الصين.

## النشأة والتعليم
وُلِد تشانغ في مدينة جيلين بمقاطعة جيلين في 7 نوفمبر 1961، ولكن مسقط رأسه في منطقة لوتينغ بمقاطعة خبي بموجب الأعراف الصينية.   انتقلت عائلته في وقت لاحق إلى تانغشان، خبي. 
درس تشانغ في قسم الطائرات بجامعة نورث وسترن بوليتكنيكال في مدينة شيان من سبتمبر 1978 إلى أغسطس 1982، وتخصص في تصميم الطائرات.   بعد التخرج، تعيين في معهد الأبحاث رقم 603 التابع لوزارة صناعة الطيران الصينية، لتصميم ذيول الطائرات. في غضون ثلاث سنوات، أصبح قائد فريق طور قاذفة القنابل المقاتلة جيان هونغ-7 التي لا تزال تستخدمها القوات الجوية لجيش التحرير الشعبي.
عاد تشانغ في عام 1985 إلى جامعة نورث وسترن بوليتكنيكال لمواصلة دراسته، وحصل على درجة الماجستير في الهندسة في التحكم بالطائرات في عام 1988.

## صناعة الطيران
عاد تشانغ للعمل في وزارة صناعة الطيران في عام 1988 وانضم لاحقًا إلى الأكاديمية الصينية لتكنولوجيا إطلاق المركبات، التي تعتبر مسقط رأس صاروخ لونج مارج الصيني. وأظهر موهبة استثنائية في الإكاديمية وكان له الفضل في إطلاق القمر الصناعي آسيا سات 1 عام 1990 لصالح الشركة الأمريكية بوينغ لتطوير انظمة الستلايت. كانت هذه هي المرة الأولى التي يطلق فيها صاروخ لونج مارش قمرًا صناعيًا أجنبيًا بنجاح.
بعد النجاح مع آسيا سات 1، تم تكليف تشانغ بتطوير صاروخ لونغ مارج 2 لبرنامج رحلات الفضاء البشرية في الصين (أطلق عليه لاحقًا برنامج شنتشو). أصبح نائب مدير الاكاديمية الصينية لتكنولوجيا لإطلاق المركبات في عام 1996، ونائب مدير شركة الصين للعلوم والتقنيات الفضائية المنشأة حديثًا في حينها في عام 1999. وفي عام 2001 تم تعيينه رئيسًا للشركة، وبدءًا من فبراير 2002 شغل في نفس الوقت منصب نائب قائد برنامج شنتشو. أكملت شنتشو 5 أول مهمة طيران فضاء بشرية في أكتوبر 2003 في الصين، وبعد عامين عاد رائدا فضاء آخران بأمان إلى الأرض بعد رحلة فضائية استمرت خمسة أيام في شنتشو 6.
عيين تشانغ في أغسطس 2007 رئيسًا للجنة العلوم والتكنولوجيا والصناعة للدفاع الوطني، ليصبح واحدًا من أصغر الأشخاص الذين يشغلون منصبًا على مستوى الوزراء في الصين. قاد عملية اندماج لجنة العلوم والتكنولوجيا والصناعة للدفاع الوطني مع وزارة الصناعة وتكنولوجيا المعلومات الصينية في عام 2008. كما شغل في نفس الوقت منصب رئيس البرنامج الصيني لاستكشاف القمر.
عيين تشانغ رئيسًا لمؤسسة الطائرات التجارية الصينية (كوماك) في عام 2008،   وهي شركة مملوكة للدولة تأسست حديثًا لتطوير طائرات ذات بدن واسع خاصة بالصين. لفت الانتباه الدولي في 2009 اختارته مجلة بلومبيرغ بيزنس ويك ضمن قائمة أقوى 40 شخصًا في الصين.  

## الحياة السياسية
انضم تشانغ إلى الحزب الشيوعي الصيني في ديسمبر 1992. بعد أقل من عشر سنوات من انضمامه إلى الحزب في عام 2002، عيين في اللجنة المركزية السادسة عشرة للحزب الشيوعي الصيني، أعلى سلطة في الحزب.   في سن 41 كان أصغر عضو كامل العضوية في اللجنة. وقد انتخب لاحقًا لعضوية اللجان المركزية السابعة عشرة والثامنة عشرة.
غادر تشانغ شركة كوماك في أغسطس 2011 وعيين حاكمًا بالنيابة لمقاطعة خبي محل تشين تشوانغو، الذي تمت ترقيته إلى سكرتير الحزب في منطقة التبت ذاتية الحكم. انتخب كونغرس مقاطعة خبي تشانغ حاكمًا رسميًا في يناير 2012، وأعيد انتخابه في يناير 2013. كان تشانغ واحدًا من أوائل الأمثلة على تولي علماء الصواريخ مناصب سياسية رئيسية في الصين، وهو اتجاه اشتد بعد صعود شي جين بينغ إلى منصب الأمين العام للحزب الشيوعي الصيني في عام 2012، مع انضمام العديد من «خريجي الفضاء» إلى الرتب الحكومية بعد ذلك. نقل تشانغ إلى إقليم هيلونغجيانغ للعمل كسكرتير للحزب في أبريل 2017، ليصبح رابع مسؤول يولد بعد عام 1960 يتولى منصب سكرتير الحزب بالمقاطعة.
نقل إلى مقاطعة هونان بوسط الصين في 18 أكتوبر 2021 وعُين أمينًا للحزب، وهو أعلى منصب سياسي في المقاطعة.

## الجوائز
- أعلى عشر علماء الشباب في صناعة الفضاء (1991)
- أعلى عشر شباب بارزين في الصين (1999)
- شخصية العام في إدارة الأعمال للتلفزيون الصيني المركزي للعام (2003)[10]